# Liste des produits cancérigènes de la fumée du tabac
Le tabac commercialisé dans le monde contient plus de 5000 substances chimiques intrinsèques (ex : nicotine), contaminantes (résidus de pesticides) ou additifs (introduits lors de la fabrication du tabac, de la cigarette...). 
Selon le Département de la Santé et des Services sociaux des États-Unis, parmi les cancérigènes mesurés dans la fumée de tabac figurent au moins les produits suivants :
| Produit chimique                                  | Quantité (par cigarette)                                                                                        |
| ------------------------------------------------- | --- |
| Acétaldéhyde                                      | 980 microgrammes à 1,37 milligramme                                                                             |
| Acrylonitrile                                     | autrefois 1 à 2 milligrammes, utilisé comme fumigant en additif au tabac. Cet usage a été discontinu ou stoppé. |
| 4-Aminobiphényl                                   | 0,2 à 23 nanogrammes                                                                                            |
| o-Anisidine hydrochloride                         | inconnu |
| Arsenic                                           | inconnu |
| Benzène                                           | 5,9 à 75 microgrammes                                                                                           |
| Béryllium                                         | 0,5 nanogrammes                                                                                                 |
| 1,3-Butadiène                                     | 152 à 400 microgrammes                                                                                          |
| Cadmium                                           | 1,7 microgramme                                                                                                 |
| 1,1-Diméthylhydrazine                             | inconnu |
| Oxyde d'éthylène                                  | inconnu |
| Formaldéhyde                                      | inconnu |
| Furanes                                           | inconnu |
| Amines hétérocyclique                             | inconnu |
| Hydrazine                                         | 32 microgrammes                                                                                                 |
| Isoprène                                          | 3,1 milligrammes                                                                                                |
| Plomb                                             | variable |
| β-naphtylamine                                    | 1,5 à 35 nanogrammes                                                                                            |
| Nitrométhane                                      | inconnu |
| N-Nitrosodi-n-butylamine                          | 3 nanogrammes                                                                                                   |
| N-Nitrosodiethanolamine                           | 24 à 36 nanogrammes                                                                                             |
| N-Nitrosodiethylamine                             | jusqu'à 8,3 nanogrammes                                                                                         |
| N-Nitrosodimethylamine                            | 5,7 à 43 nanogrammes                                                                                            |
| N-Nitrosodi-n-propylamine                         | 1 nanogramme |
| 4-(N-Nitrosomethylamino)-1-(3-pyridyl)-1-butanone | jusqu'à 4,2 microgrammes                                                                                        |
| N-Nitrosonornicotine                              | 14 microgrammes                                                                                                 |
| N-Nitrosopiperidine                               | inconnu |
| N-Nitrosopyrrolidine                              | 113 nanogrammes                                                                                                 |
| N-Nitrososarcosine                                | 22 à 460 nanogrammes                                                                                            |
| Polonium-210                                      | variable |
| Polycyclic aromatic hydrocarbons                  | 28 à 100 milligrammes                                                                                           |
| o-Toluidine                                       | 32 nanogrammes                                                                                                  |
| Chlorure de vinyle                                | 5,6 à 27 nanogrammes                                                                                            |